# スポーツキャスト
『スポーツキャスト』 (Sports Cast) は、1988年4月11日から同年9月19日までテレビ朝日系列局で放送されていたテレビ朝日製作のスポーツドキュメンタリー番組である。放送時間は毎週月曜 20:00 - 20:54 （日本標準時）。

## 概要
司会は、元テレビ朝日アナウンサーでフリーアナウンサーの古舘伊知郎が務めていた。
この時間帯に放送されていた『ワールドプロレスリング』が土曜16:00 - 16:54枠へ移動（同時にローカルセールス枠へ降格）したことに伴い、その次番組としてスタートした番組だったが、番組は半年で終了した。
本番組の終了後、この時間帯はテレビ朝日製作枠から朝日放送製作枠へ変更されたうえ、『石坂浩二の世界うらもおもても』がスタートした。
| テレビ朝日系列 月曜20:00 - 20:54枠                                                                                      | テレビ朝日系列 月曜20:00 - 20:54枠                 | テレビ朝日系列 月曜20:00 - 20:54枠                              |
| 前番組 | 番組名                                             | 次番組                                                          |
| --- | -------------------------------------------------- | --------------------------------------------------------------- |
| ワールドプロレスリング （1987年10月5日 - 1988年3月21日） 【土曜16:00 - 16:54枠へ移動のうえ、 ローカルセールス枠へ降格】 | スポーツキャスト （1988年4月11日 - 1988年9月19日） | 石坂浩二の世界うらもおもても （1988年10月10日 - 1989年2月27日） |

| スタブアイコン | サブスタブ | この項目は、まだ閲覧者の調べものの参照としては役立たない、テレビ番組に関連した書きかけの項目です。この項目を加筆・訂正などしてくださる協力者を求めています（P:テレビ/PJ:放送または配信の番組）。 |